# 오타니 마사시 (1994년)
오타니 마사시(일본어: 大谷 真史, 1994년 6월 14일~)는 일본의 축구 선수이다.

## 구단 경력
그는 2017년부터 2018년까지 OFK 티토그라드와 FK Kom에서 뛰었다. 2019년 일본 지역 리그의 크리아카오 신주쿠로 이적했다. 2020년 J3리그의 이와테 그루자 모리오카로 이적했다. 2021년 크리아카오 신주쿠로 복귀했다. 2021년후 현역 은퇴.